# Съвет на народните комисари
Съветът на народните комисари (на руски: сове́т наро́дных комисса́ров), съкратено совнарком и СНК, е съветско наименование на правителството, ползвано официално от 1917 до 1946 г.
Совнаркомът играе ключова роля в съветското държавно и републиканско управление, той е най-висшият орган на законодателната, изпълнителната и административната власт в самостоятелните съветски републики (1917 – 1922), в тяхното обединение СССР, в неговите съюзни републики и в техните автономни републики. Функционира като колективен орган за управлние, като ръководи новосъздадените съветски държави.
Представлява колегия на председатели на комисии (вместо министерства), на които е възложено „управлението на отделни отрасли на държавния живот“. Наименованието „комисари“ вместо „министри“ е предложено от Троцки. Думата произхожда от старофренското commisaire, на свой ред произлизащо от латинското commissarius, означаващо пълномощен представител на върховния владетел.
Първи исторически е Совнаркомът на Съветска Русия (официално РСФСР от 1918 г.), създаден от болшевиките веднага след завземането от тях на властта при Октомврийската революция в Руската република през 1917 г. Образуван е с декрет на II всеруски конгрес на съветите и постоянния му орган Всеруски централен изпълнителен комитет (ВЦИК) на 25 октомври (7 ноември н.ст.) 1917 г. Той е съставен от 12 членове и е оглавен от Владимир Ленин. Отговаря за изпълнението на болшевишката програма в държавата и за управлението на ежедневните дела на централната съветска власт.
По неговия модел са създадени совнаркоми при учредяването на нови съветски държави на територията на разпадащата се Руска република в периода от 1917 до 1922 г.
Първият Съвет на народните комисари на СССР е създаден на 6 юли 1923 г. – едва 6 месеца слез образуването на Съветския къюз, обединил Руската СФСР, Украинската ССР, Белоруската ССР и Закавказката СФСР. Във всички съюзни и автономни републики на СССР са създадени републикански совнаркоми.
Совнаркомите от всички равнища са преобразувани в съвети на министрите (советы министров), считано от 15 март 1946 г.